# Здание Парламента Молдовы

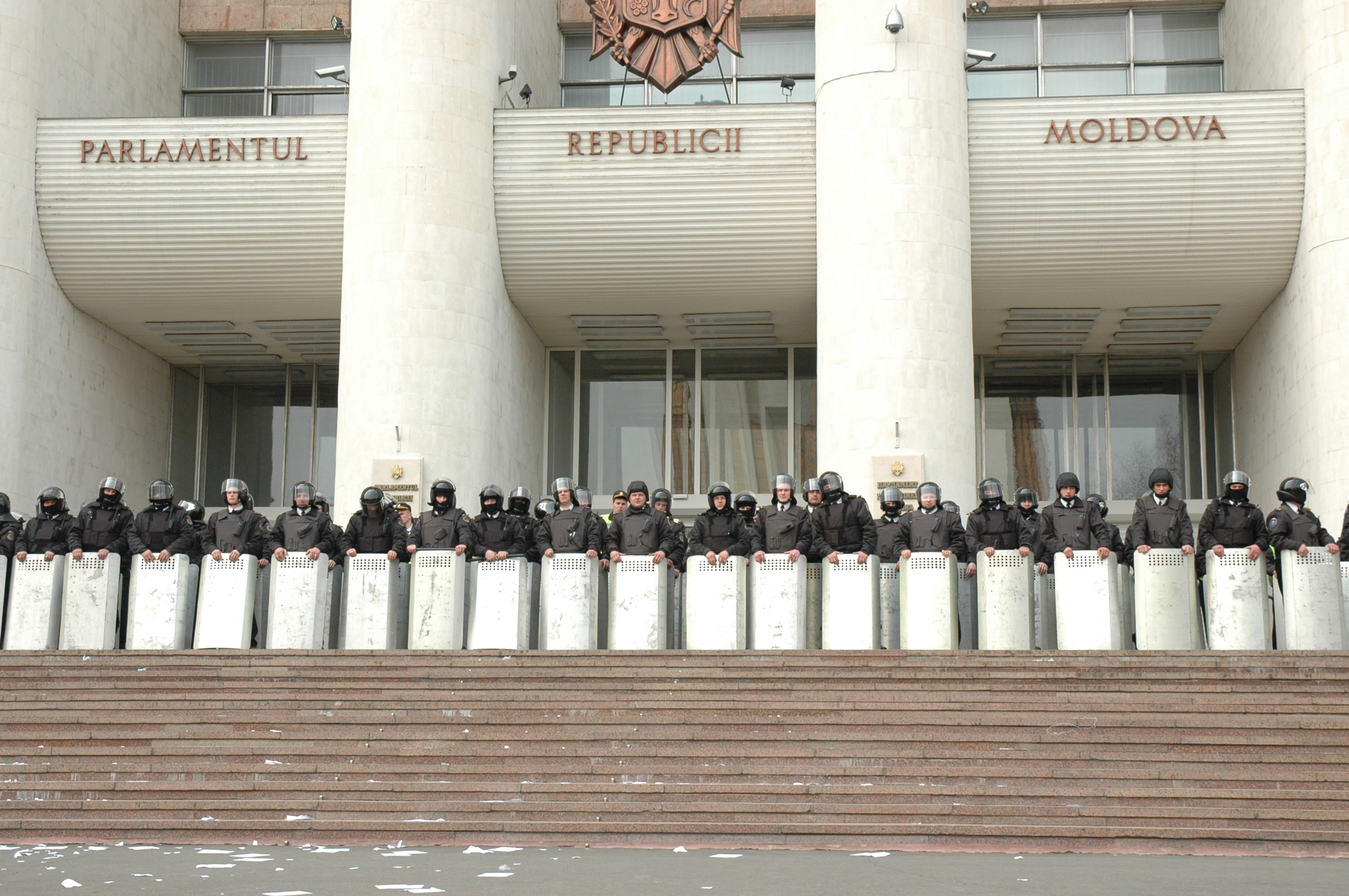
Сотрудники службы безопасности Молдавии 7 апреля 2009

Здание Парламента Молдовы (рум. Clădirea Parlamentului Republicii Moldova) — административное здание, расположенное на бульваре Штефан чел Маре в Кишинёве, столице Республики Молдова. В настоящее время здесь находится резиденция Парламента Республики Молдова.

## История
Здание, в котором сейчас находится Парламент Республики Молдова, было построено в 1973-1976 годах по проекту архитекторов Александра Черданцева и Григория Босенко. Изначально спроектированный как административное здание для размещения ЦК Коммунистической партии МССР.
Это здание представляет собой монолитную конструкцию, отлитую из железобетона, с фасадом из плит котельца и розового гранита и цоколем из плит мрамора и красного гранита.
Над центральным входом надпись с названием учреждения: «Парламент Республики Молдова», буквы отлиты из металла. На небосводе здания Парламента в августе 2016 года был установлен Государственный герб Республики Молдова. Работа выполнялась в течение 2 лет, была изготовлена из латуни, сплава цинка и меди, весом более 600 кг.
Офисы расположены только в той части здания, которая выходит на бульвар Штефан чел Маре, зал заседаний парламента расположен на противоположной стороне бульвара.

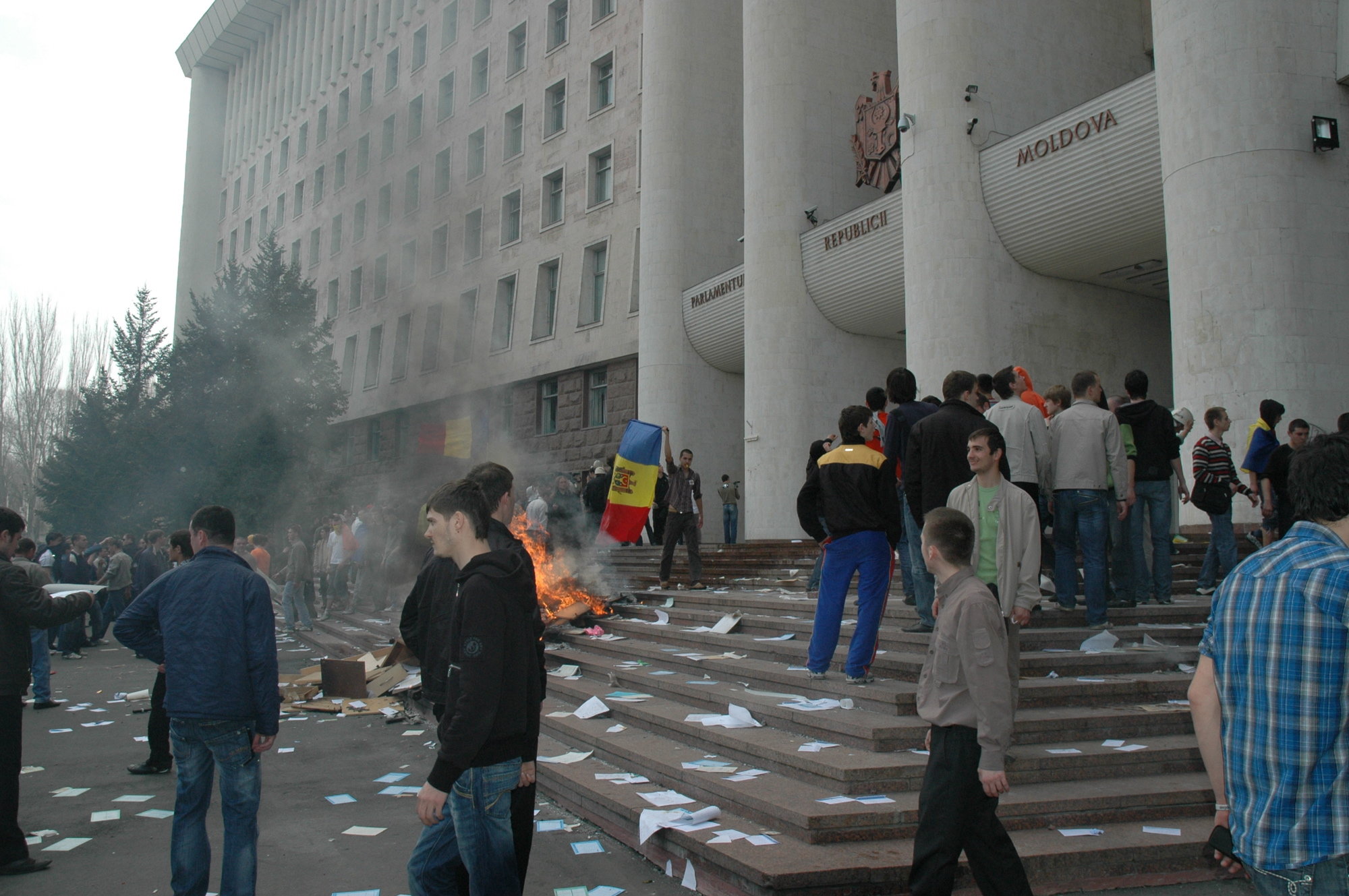
Митингующие перед зданием парламента Молдавии 7 апреля 2009

Во время протестов 7 апреля 2009 года протестующими было разрушено здание Парламента Республики Молдова. Ремонт начался в 2009 году, но через год был остановлен из-за нехватки денег. Работы возобновились в 2012 году и завершились в конце 2016 года. Комплекс зданий парламента был расширен до 4 блоков, из которых за основным зданием был построен новый, пятиуровневый. Также был расширен зал пленарных заседаний; спроектированы кабинеты советников депутатов, кабинеты фракций, столовая, новые лифты и конференц-зал. Зал пленарных заседаний Парламента имеет общую площадь 300 м2, вместимость 190 мест. Зал разделен на зону для 101 депутата Парламента и зону для гостей, в том числе представителей Правительства, Секретариата, дипломатического корпуса, посетителей, советников. В верхней части зала были установлены кабинки для переводчиков, обеспечивающих синхронный перевод дебатов на пленарном заседании парламента. Другие кабины предназначены для записи и передачи изображения и звука из зала пленарных заседаний в конференц-зал с проекцией заседания в общественные помещения Парламента.